# Ich will leben
Ich will leben é o quarto single da banda alemã Unheilig. Foi lançado em 15 de setembro de 2006 juntamente com a participação do Project Pitchfork, e foi lançado como single do álbum ao vivo Goldene Zeiten. 

## Lista de Faixas
| N.º            | Título                                                        | Duração |  |
| 1.             | "Ich will leben (Radio Version)"                              | 3:35    |  |
| 2.             | "Ich will leben (Club)" (Remix por Henning Verlage)           | 5:46    |  |
| 3.             | "Ich will leben (Pitchfork-PS-Mix)" (Remix por Peter Spilles) | 4:27    |  |
| Duração total: | Duração total:                                                | 13:08   |  |

## Créditos
- Der Graf - Vocais/Composição/Letras/Programação/Produção
- Peter Spilles - Vocais/Composição/Letras/Produção
- Christoph "Licky" Termühlen - Guitarra
- Henning Verlage - Teclados/Programação/Produção (Faixa 2)